# Lego: Cavalerii Nexo
Lego: Cavalerii Nexo (engleză Lego Nexo Knights) este un serial american de televiziune animat, care a fost creat pe baza seriei de jucării LEGO cu același nume.
Premiera a avut loc în Statele Unite pe data de 13 decembrie 2015 pe canalul Cartoon Network ca un sneak peek, urmând ca premiera oficială să fie anul viitor în ianuarie. În România premiera a avut loc pe 17 decembrie 2015 de asemenea ca un sneak peek, urmând ca premiera oficială să fie anul viitor pe 20 februarie.

## Despre serial
Seria descrie aventurile a cinci tineri cavaleri: Clay, Aaron, Lance, Macy și Axl care protejează regatul Knighton pentru a nu fi distrus de Jestro, Cartea monștrilor și armata lor de monștri de lavă. Cei cinci cavaleri ajută monarhia împotriva răului și de asemenea pe Merlok (vrăjitorul) și Robin.

## Personajele

### Cavaleri
- Clay Moorington - lider al Cavalerilor Knighton, trăiește prin codul cavalerilor el are o carte despre codul cavalerilor care a fost distrusa in episodul 4 Codul cavalerilor in timpul scanari Nexo. El doarme doar 2 ore pe zi cea ce a mentionat in episodul 3 Puterea lui Merlock. Arma lui este o sabie. Frica lui cea mai mare este să fie un cavaler ratat ceea ce a fost vazut in episodul 5 Noapte înfricoșetoare. Armura lui este albastră și creasta lui arată ca un vultur.
- Aaron Fox - este unul din cavalerii Knighton, beneficiază freamătul. El este un aventurier inascut si are un scut zburator. Arma lui este un arc. Frica lui cea mai mare este sa  faca nimic ceea ce a fost vazut in episodul 5 Noapte înfricoșetoare. . Armura lui este verde și creasta lui arată ca un lup.
- Lance Richmond - este unul din cavalerii  Knighton, nu are întotdeauna o atitudine pozitivă față de instruire. El este foarte bogat. el crede ca este cel mai tare si este foarte chipes arma lui este o lance. Frica lui cea mai mare este sa își piarda celebritatea ceea ce a fost vazut in episodul 5 Noapte înfricoșetoare  Armura lui este  albă, iar creasta lui arată ca un cal. El este destul de încrezut și fițos și nu se înțelege prea bine cu Clay.
- Prințesa Macy Halbert - este unul din cavalerii Knighton, singura fată din echipă. Părinții ei sunt regele și regina, astfel ea este prințesa. Frica ei cea mai mare este sa devina printesa care nu va deveni niciodată cavaler. Arma ei este un buzdugan ceea ce a fost vazut in episodul 5 Noapte înfricoșetoare Armura ei este de culoare roșie și creasta ei arată ca un dragon.
- Axl - este unul din cavalerii Knighton, el adoră să mănânce și este cel mai mare din echipă. Arma lui este un topor. Frica lui cea mai mare este sa i se manance mancarea ceea ce a fost vazut in episodul 5 Noapte înfricoșetoare. Armura lui este galbenă și creasta lui arată ca un taur.
- Robin Underwood - vrea să devină un cavaler Knighton. Creasta lui arată ca un pui.
- Ava Prentis - Este un prieten, de obicei, fără emoții cu Robin și expertul în technologie rezident care susține Cavalerii în lupta lor împotriva răului. Ava este foarte sensibilă în ciuda vârstei sale tinere, și de obicei asistă cavalerii din interiorul bazei lor high-tech. Ea are un talent pentru invențiile de programare și de înaltă tehnologie, cum ar fi sabia computerului Techcaliber, ceea ce îi permite să-l încarce pe Merlok 2.0 în Fortrex.
- Merlok 2.0 - Vrăjitor digital care îi va ajuta pe cavalerii Knighton sa învingă răul trimițându-le Puterea Nexo.

### Inamici
- Jestro - principalul dușman al Cavalerilor. O dată a fost mascariciul regal, dar odată ce el a găsit Cartea monstrilor a devenit rău. Acum el și Cartea Monstrilor încearcă să-i distrugă pe cavaleri și susține capitala Knighton, Knightonia.In episodul Cavaleri amuzanti a fugit cu cartea tradarii si in episodul Fortrexul cel furios a fost luat inapoi de cartea monstrilor iar in episodul Regatul eroilor Cartea monstrilor l-a folosit pentru a se transforma in Monstrox dar a esuat.In sezonul 3 norul lui Monstrox la fulgerat si a devenit rau din nou.
- Cartea monștrilorilor/Monstrox/Norul lui Monstrox - răul din prima până la ultima pagină. Este cartea răului care poate crea monștrii. Si poate vorbi.In episodul,,Fortrexul cel furios" s-a descoperit ca acesta a fost necromantul Monstrox iar Merlok i-a impartit puterea in 12 carti malefice.Acesta a fost distrus in episodul Regatul eroilor dar a revenit ca Norul lui Monstrox in episodul 1 din sezonul 3.
- Monștri de lavă
  - Generalul Magmar - El l-a ajutat pe Monstrox in vremurile lui Arhnecromantul Monstrox si l-a sprijinit in ep. 19 si 20 sa devina iar Monstrox si l-a capturat pe Jestro ca sa faca o vraja sa nu mai existe Jestro dar sa revina Monstrox. In ep. 28 ii ajuta pe Cavalerii Nexo sa il invinga pe Norul Monstrox ca sa nu fure Rogulul de Flacara Arzatoare.
  - Sparkks - Este un monstru de lavă mare și puternic cel mai bun prieten al lui este Bărzii. Este cam tolomac.
  - Bărzii - Este un monstru de lavă mare și puternic cel mai bun prieten al lui este Sparkks.
  - Maestrul monștrilor - Este un monstru de lavă ce apare în episodul 3 Codul Cavalerilor. Ia construit lui Jestro Maleficomobilul și la ajutat pe Jestro să stăpânească monștri haosului. El are doi monștri mici de lavă.
  - Biciuela - Este un monstru al fricii ea are două bice dacă atinge pe cineva cu ele le arată cea mai mare teamă ea nu are picioare.
  - Lavaria - Ea este un monstru bun la spionat de care este indragostit Jestro ea are picioare. Ea are aripi.
- Monștri de Piatră
- Roguli - Initial, au fost puși de Merlok să păzească Puterile interzise, dar anii de expunere la ticăloșii i-au făcut să devină răi. Ei nu vorbesc.        *'"Grimroci'" -Grimroci erau odinioara creaturi de temut in Knighton din cauza marimi si puterilor lor distrugatoare, dar Merlok i-a transformat in statui de piatra. Din nefericire, Monstrox tocmai i-a readus la viata cu puterile lui fulgeratoare.
- Lordul Sfarmateste - are ca vehicul un animal de piatra si arunca cu fulgere din cap.

## Episoade
| Premiera     | Premiera   | N/o | Titlu român                            | Titlu englez                       |
| ------------ | ---------- | --- | -------------------------------------- | ---------------------------------- |
|              |            |     |                                        |                                    |
| PRIMUL SEZON |            |     |                                        |                                    |
|              |            |     |                                        |                                    |
| 13.12.2015   | 17.12.2015 | 01  | Cartea monștrilor                      | The Book of Monsters               |
| 13.12.2015   | 17.12.2015 | 02  | Cartea monștrilor                      | The Book of Monsters               |
|              |            |     |                                        |                                    |
| 13.01.2016   | 28.02.2016 | 03  | Puterea lui Merlok                     | The Power of Merlok                |
|              |            |     |                                        |                                    |
| 14.01.2016   | 06.03.2016 | 04  | Codul cavalerilor                      | The Knights Code                   |
|              |            |     |                                        |                                    |
| 15.01.2016   | 13.03.2016 | 05  | Noaptea înfricoșătoare                 | Fright Knight                      |
|              |            |     |                                        |                                    |
| 18.01.2016   | 20.03.2016 | 06  | Castelul aurit                         | The Golden Castle                  |
|              |            |     |                                        |                                    |
| 19.01.2016   | 27.03.2016 | 07  | Labirintul uimirii                     | The Maze of Amazement              |
|              |            |     |                                        |                                    |
| 20.01.2016   | 03.04.2016 | 08  | Cavalerul Negru                        | The Black Knight                   |
|              |            |     |                                        |                                    |
| 21.01.2016   | 10.04.2016 | 09  | Cartea răului întruchipat              | The Book of Total Badness          |
|              |            |     |                                        |                                    |
| 22.01.2016   | 17.04.2016 | 10  | Puterea și Magia                       | The Might and the Magic            |
|              |            |     |                                        |                                    |
| SEZONUL 2    |            |     |                                        |                                    |
|              |            |     |                                        |                                    |
| 13.08.2016   | 19.09.2016 | 11  | Înapoi la școală                       | Back to School                     |
|              |            |     |                                        |                                    |
| 13.08.2016   | 20.09.2016 | 12  | Lăcomia este benefică?                 | Green Is Good?                     |
|              |            |     |                                        |                                    |
| 13.08.2016   | 21.09.2016 | 13  | Cartea obsesiei                        | The Book of Obsession              |
|              |            |     |                                        |                                    |
| 10.09.2016   | 22.09.2016 | 14  | Turnirul regelui                       | The King's Tournament              |
|              |            |     |                                        |                                    |
| 17.09.2016   | 23.09.2016 | 15  | Monstrul bucătar                       | Monster Chef                       |
|              |            |     |                                        |                                    |
| 24.09.2016   | 26.09.2016 | 16  | Distracție de cavaleri                 | Knight Out                         |
|              |            |     |                                        |                                    |
| 01.10.2016   | 27.09.2016 | 17  | Febra de sâmbătă seara                 | Saturday Knight Fever              |
|              |            |     |                                        |                                    |
| 08.10.2016   | 28.09.2016 | 18  | Cavaleri amuzanți                      | Open Mike Knight                   |
|              |            |     |                                        |                                    |
| 15.10.2016   | 29.09.2016 | 19  | Fortrexul cel furios                   | The Fortrex and the Furious        |
|              |            |     |                                        |                                    |
| 22.10.2016   | 30.09.2016 | 20  | Regatul eroilor                        | Kingdom of Heroes                  |
|              |            |     |                                        |                                    |
| SEZONUL 3    |            |     |                                        |                                    |
|              |            |     |                                        |                                    |
| 04.02.2017   | 20.02.2017 | 21  | fără titlu tradus în română            | The Cloud                          |
|              |            |     |                                        |                                    |
| 11.02.2017   | 21.02.2017 | 22  | fără titlu tradus în română            | A Little Rusty                     |
|              |            |     |                                        |                                    |
| 18.02.2017   | 22.02.2017 | 23  | fără titlu tradus în română            | Mount Thuderstox                   |
|              |            |     |                                        |                                    |
| 25.02.2017   | 23.02.2017 | 24  | fără titlu tradus în română            | Rotten Luck                        |
|              |            |     |                                        |                                    |
| 04.03.2017   | 24.02.2017 | 25  | fără titlu tradus în română            | Storm Over Rock Wood               |
|              |            |     |                                        |                                    |
| 11.03.2017   | 27.02.2017 | 26  | fără titlu tradus în română            | Miner Setback                      |
|              |            |     |                                        |                                    |
| 18.03.2017   | 28.02.2017 | 27  | fără titlu tradus în română            | Knight at the Museum               |
|              |            |     |                                        |                                    |
| 25.03.2017   | 01.03.2017 | 28  | fără titlu tradus în română            | Hot Rock Massage                   |
|              |            |     |                                        |                                    |
| 01.04.2017   | 02.03.2017 | 29  | fără titlu tradus în română            | Rock Bottom                        |
|              |            |     |                                        |                                    |
| 08.04.2017   | 03.03.2017 | 30  | fără titlu tradus în română            | In Charge                          |
|              |            |     |                                        |                                    |
| SEZONUL 4    |            |     |                                        |                                    |
|              |            |     |                                        |                                    |
| 21.08.2017   | 14.08.2017 | 31  | Weekend la familia Halberts            | Weekend at the Halberts            |
|              |            |     |                                        |                                    |
| 22.08.2017   | 15.08.2017 | 32  | Cavalerul gri                          | The Gray Knight                    |
|              |            |     |                                        |                                    |
| 23.08.2017   | 16.08.2017 | 33  | Binele, Răul și Johna Tightwad         | The Good, the Bad and the Tightwad |
|              |            |     |                                        |                                    |
| 24.08.2017   | 17.08.2017 | 34  | În Serviciul Secret al Majestății Sale | In His Majesty's Secret Service    |
|              |            |     |                                        |                                    |
| 25.08.2017   | 18.08.2017 | 35  | Străinul din Halpi                     | The Stranger in the Halps          |
|              |            |     |                                        |                                    |
| 28.08.2017   | 21.08.2017 | 36  | Krakenskull                            | Krakenskull                        |
|              |            |     |                                        |                                    |
| 29.08.2017   | 22.08.2017 | 37  | Inimă de piatră                        | Heart of Stone                     |
|              |            |     |                                        |                                    |
| 30.08.2017   | 23.08.2017 | 38  | Captiv între Piatră și un loc Dureros  | Between a Rock and a Hard Place    |
|              |            |     |                                        |                                    |
| 31.08.2017   | 24.08.2017 | 39  | Marșul Colosului                       | March of the Colossus              |
|              |            |     |                                        |                                    |
| 01.09.2017   | 25.08.2017 | 40  | '                                      | The Fall                           |
|              |            |     |                                        |                                    |

## Legături externe
- Site web oficial
- Lego: Cavalerii Nexo la Internet Movie Database